# (3032) Evans
(3032) Evans (1984 CA1) – planetoida z pasa głównego asteroid okrążająca Słońce w ciągu 4,93 lat w średniej odległości 2,89 j.a. Odkryta 8 lutego 1984 roku.